# Rated R (album av Queens of the Stone Age)
Rated R är Queens of the Stone Ages andra studioalbum, släppt den 6 juni 2000. Låten "The Lost Art of Keeping a Secret" blev en mindre hit.

## Låtlista
Samtliga låtar skrivna av Josh Homme och Nick Oliveri, om annat inte anges.
1. "Feel Good Hit of the Summer" - 2:43
2. "The Lost Art of Keeping a Secret" - 3:36
3. "Leg of Lamb" - 2:48
4. "Auto Pilot" - 4:01
5. "Better Living Through Chemistry" - 5:49
6. "Monsters in the Parasol" (Josh Homme/Mario Lalli) - 3:27
7. "Quick and to the Pointless" - 1:42
8. "In the Fade" (Josh Homme/Mark Lanegan) - 4:25 
  - inklusive det dolda spåret "Feel Good Hit of the Summer (Reprise)"
9. "Tension Head" - 2:52
10. "Lightning Song" - 2:07
11. "I Think I Lost My Headache" - 8:40